# 貝雷日內 (扎波羅熱州)
47°12′55″N 36°35′45″E / 47.21528°N 36.59583°E
貝雷日內（烏克蘭語：Бережне），2016年前称十月十日村（烏克蘭語：Десятиріччя Жовтня）是位於烏克蘭東南部的村莊，由扎波羅熱州波洛希區的卡姆揚卡市鎮負責管轄。該村面積0.3平方公里，海拔高度140米，2001年人口51，人口密度每平方公里170人。